# Reba McEntire
Reba Nell McEntire (McAlester, Oklahoma, 28 de març de 1955), també coneguda simplement pel seu nom de pila, Reba, és una cantant de country i actriu estatunidenca. Anomenada popularment la reina de la música country, ha venut més de 75 milions de discos a tot el món. D'ençà de la dècada dels 1970, McEntire ha fet arribar més de 100 dels seus senzills a la llista Billboard Hot Country Songs, 25 dels quals van assolir-hi el primer lloc.
La cantant va començar la seva carrera en la indústria de la música quan era estudiant de secundària i cantava a la banda de l'institut Kiowa, en programes de ràdio locals amb els seus germans i en rodeos. En el seu segon any d'universitat, a la Southeastern Oklahoma State University, interpretà l'himne nacional al National Finals Rodeo d'Oklahoma City, cridant aleshores l'atenció de l'artista country Red Steagall, que la va portar a Nashville, Tennessee. Un any després, el 1975, signava un contracte amb Mercury Records. Tragué el seu primer àlbum en solitari el 1977 i va publicar cinc àlbums d'estudi amb la discogràfica fins al 1983, utilitzant productors que la van situar dins el so de Nashville.
El 1991, vuit dels membres de la seva banda van morir en un accident d'avió a San Diego, Califòrnia. Aquesta experiència tràgica va conduir a l'escriptura i realització d'un nou àlbum, el més venut fins ara, For My Broken Heart aclamat per la crítica.
La carrera d'actriu de McEntire va començar el gener de 1990 quan va debutar al cinema amb la pel·lícula Tremors. Més tard, el 2001, interpretà el rol d'Annie Oakley al musical de Broadway Annie Get Your Gun. El mateix any, el canal The WB va llançar una sèrie de televisió epònima Reba, protagonitzada per la cantant com una versió fictícia d'ella mateixa.

## Vida personal
McEntire és cristiana i ha afirmat que la seva fe en Déu l'ha ajudat immensament al llarg de la seva vida.
Dos dels seus germans també han tingut carrera en la indústria musical. El seu germà Pake va incursionar en la indústria de la música country a finals de la dècada del 1980, però va tornar a Oklahoma després d'un breu període. Posseeix i gestiona un ranxo de 4.000 m² prop de Coalgate, Oklahoma, i continua fent rodeo. La seva germana Susie McEntire-Eaton (Martha Susan Susie McEntire-Eaton, abans Luchsinger) és una cantant de música cristiana d'èxit que viatja pel país amb el seu marit parlant i actuant. També té una germana gran, Alice Foran, una treballadora social jubilada que resideix a Lane, Oklahoma. La seva neboda Calamity McEntire és l'entrenadora principal associada de l'equip de bàsquet femení de la Universitat d'Illinois.

### Relacions i família
El 1976, McEntire es va casar amb el campió i ramader de lluita de boví Charlie Battles, que era 10 anys més gran que ella i tenia dos fills del seu matrimoni anterior. La parella compartia un ranxo a Oklahoma. El 1987, McEntire es va divorciar de Battles i es va traslladar a Nashville, Tennessee, per continuar la seva carrera.
El 1989, McEntire es va casar amb el seu gerent i ex guitarrista d'acer Narvel Blackstock. La parella es va casar al llac Tahoe en un vaixell en una cerimònia privada. Junts, la parella es va fer càrrec de tots els aspectes de la carrera de McEntire, formant Starstruck Entertainment, que va ser dissenyat originalment per ajudar a gestionar la seva carrera. Del seu matrimoni amb Blackstock, McEntire va guanyar tres fillastres, Chassidy, Shawna i Brandon. Va donar a llum un fill, Shelby Steven McEntire Blackstock, el febrer de 1990. El 3 d'agost de 2015, es va anunciar en una declaració conjunta al lloc web de McEntire que ella i Blackstock havien estat separats durant uns mesos després de 26 anys de matrimoni. McEntire va anunciar el desembre de 2015 que el seu divorci s'havia finalitzat el 28 d'octubre de 2015. Malgrat el divorci, McEntire segueix molt a prop dels seus tres fillastres i de la família Blackstock; considera que els fills dels seus fillastres són els seus néts.
El fillastre de McEntire, Brandon Blackstock, es va casar amb la cantant Kelly Clarkson, amb qui té una filla i un fill. Parlant sobre el seu imminent matrimoni el 2013, McEntire va declarar que estava «Emocionada fins a la mort de tenir el meu amic com a nora. Vull dir, qui podria demanar més?» El divorci de Blackstock i Clarkson va finalitzar el març de 2022.

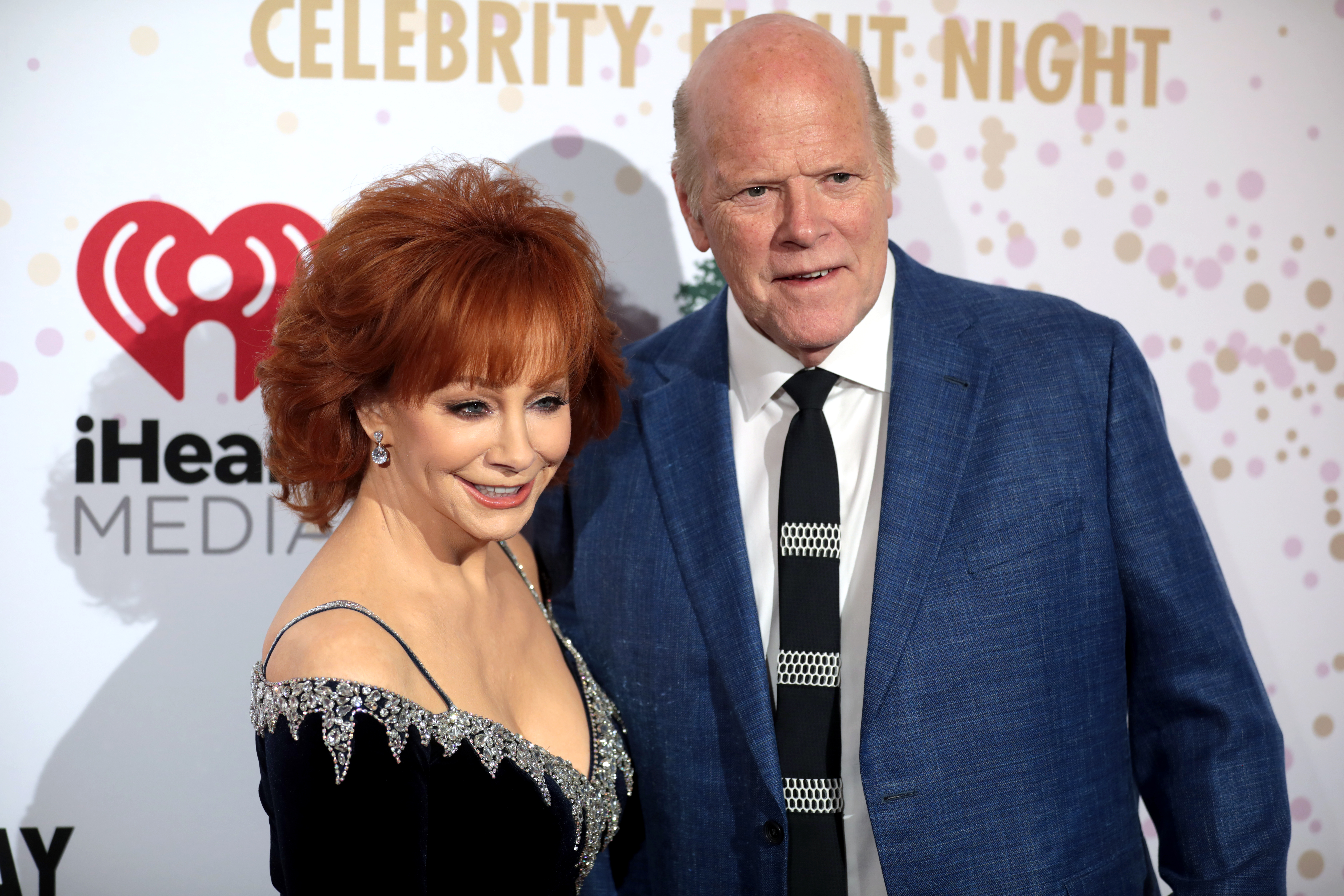
McEntire amb el seu xicot Rex Linn el 2022

El 2017, McEntire va començar una relació amb el fotògraf Anthony Skeeter Lasuzzo. La parella es va conèixer través de l'associació de McEntire amb Kix Brooks. En descriure els seus sentiments sobre Lasuzzo, va declarar l'abril del 2019: «Estem totalment enamorats, absolutament», diu. «No suportaria ningú durant dos anys si no estigués enamorat d'ell!». McEntire i Lasuzzo es van separar sis mesos després.
El 2020, McEntire va començar a sortir amb l'actor de cinema i televisió Rex Linn. Es van conèixer per primera vegada al plató de The Gambler Returns: The Luck of the Draw (1991) i van tornar a connectar gairebé trenta anys després quan McEntire va interpretar com a protagonista convidada June a Young Sheldon, on Linn té un paper recurrent com a directora de l'escola secundària de Sheldon.

### Filantropia
El 1992, va obrir Reba's Ranch House a Denison, Texas, una residència d'estada prolongada per a familiars de pacients sotmesos a tractament al Texoma Medical Center o altres instal·lacions properes.
Al llarg de la seva carrera, ha estat i segueix sent un defensor actiu de diverses organitzacions benèfiques com Habitat for Humanity, The Salvation Army, la Creu Roja Americana, Feeding America i Celebrity Fight Night. Ha estat guardonada amb el Minnie Pearl Award, el ACM Home Depot Humanitarian Award i l'Andrea Bocelli Foundation Humanitarian Award pels seus esforços. L'any 2018, va ser guardonada amb el premi Horatio Alger per a l'educació i el treball benèfic. El premi reconeix la perseverança i el retorn.

## Discografia
A continuació es mostra la seva discografia seguida de l'any de publicació de l'àlbum:
- Reba McEntire (1977)
- Out of a Dream (1979)
- Feel the Fire (1980)
- Heart to Heart (1981)
- Unlimited (1982)
- Behind the Scene (1983)
- Just a Little Love (1984)
- My Kind of Country (1984)
- Have I Got a Deal for You (1985)
- What Am I Gonna Do About You (1986)
- Whoever's in New England (1986)
- Merry Christmas to You (1987)
- The Last One to Know (1987)
- Reba (1988)
- Reba Live (1989)
- Sweet Sixteen (1989)
- Rumor Has It (1990)
- For My Broken Heart (1991)
- It's Your Call (1992)
- Read My Mind (1994)
- Starting Over (1995)
- What If It's You (1996)
- If You See Him (1998)
- So Good Together (1999)
- The Secret of Giving: A Christmas Collection (1999)
- Room to Breathe (2003)
- Reba: Duets (2007)
- Keep On Loving You (2009)
- All the Women I Am (2010)
- Love Somebody (2015)
- My Kind of Christmas (2016)
- Sing It Now: Songs of Faith & Hope (2017)
- Stronger Than the Truth (2019)

## Filmografia
| Any  | Títol                                          | Paper          | Notes           |
| ---- | ---------------------------------------------- | -------------- | --------------- |
| 1990 | Tremors                                        | Heather Gummer |                 |
| 1994 | Maverick                                       | Espectadora    | Sense acreditar |
| 1994 | Un noi anomenat North                          | Ma Tex         |                 |
| 1994 | The Little Rascals                             | A.J. Ferguson  |                 |
| 2001 | One Night at McCool's                          | Dr. Green      |                 |
| 2006 | The Fox and the Hound 2                        | Dixie          | Veu             |
| 2006 | La teranyina de la Carlota                     | Betsy          | Veu             |
| 2015 | Romances of the Republics                      | Stella Wonders |                 |
| 2016 | The Land Before Time XIV: Journey of the Brave | Etta           | Veu             |
| 2019 | Espies disfressats                             | Joy Jenkins    | Veu             |
| 2021 | Barb and Star Go to Vista Del Mar              | Trish          | [ 31 ]          |

| Any                        | Títol                                            | Paper                              | Notes |
| -------------------------- | ------------------------------------------------ | ---------------------------------- | --- |
| 1985 – 2012 2018 – 2019    | Academy of Country Music Awards                  | Ella mateixa (co-amfitriona)       | amb Vince Gill |

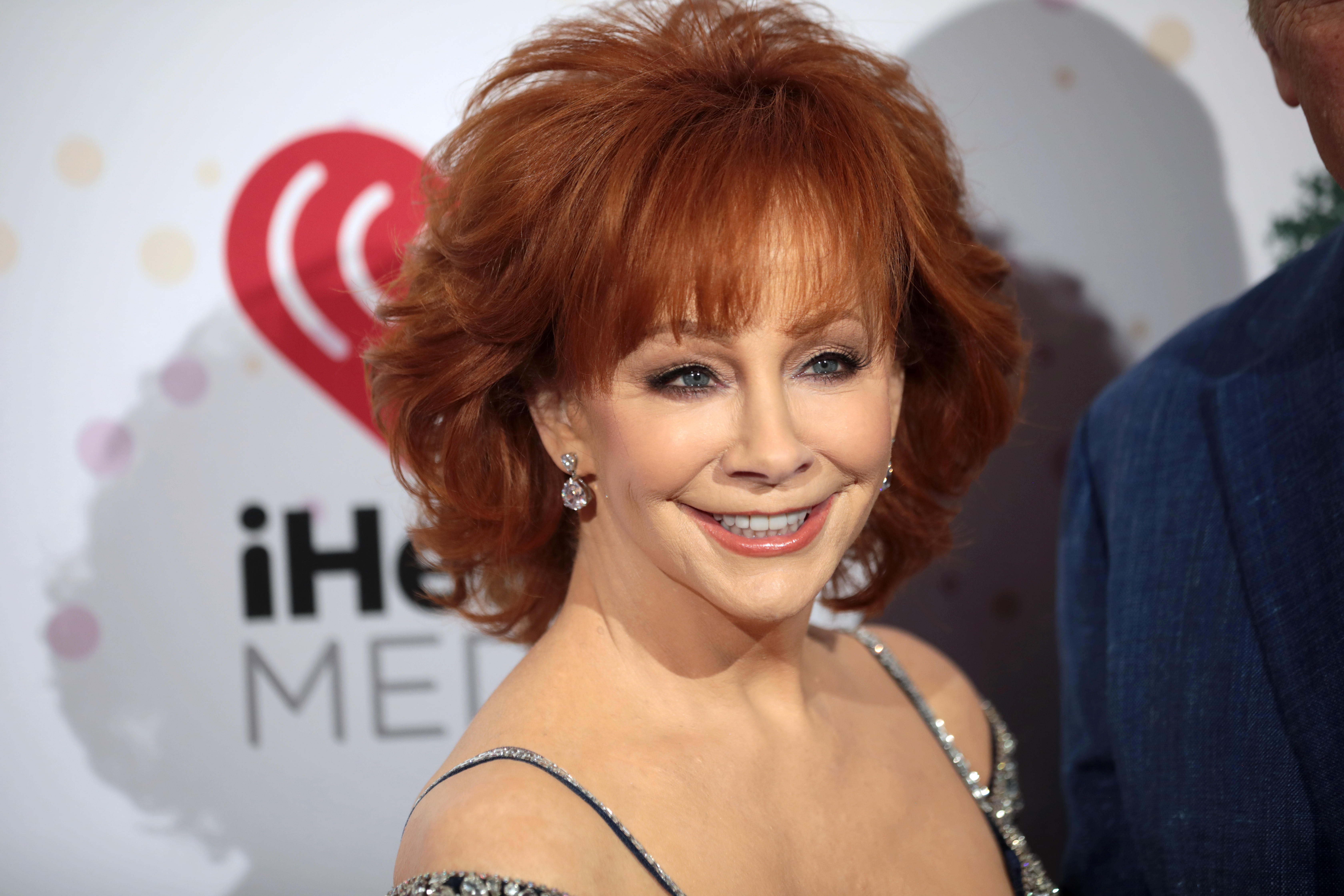
Reba McEntire el 2022

| 1990 – 1992 2019 – present | Country Music Association Awards                 | Ella mateixa (co-amfitriona)       | amb Randy Travis: 1990 amb Vince Gill: 1992 amb Carrie Underwood i Dolly Parton: 2019 amb Darius Rucker: 2020–present |
| 1991                       | The Gambler Returns: The Luck of the Draw        | Burgundy Jones                     | Pel·lícula |
| 1992                       | WrestleMania VIII                                | Ella mateixa (intèrpret)           | Cantant l'himne nacional                                                                                              |
| 1993                       | The Man from Left Field                          | Nancy Lee Prinzi                   | Pel·lícula |
| 1994                       | Frasier                                          | Rachel (veu)                       | Episodi: Fortysomething                                                                                               |
| 1994                       | Is There Life Out There?                         | Lily Marshall                      | Pel·lícula |
| 1995                       | Buffalo Girls                                    | Annie Oakley                       | Miniseriès |
| 1998                       | Forever Love                                     | Lizzie Brooks                      | Pel·lícula |
| 1998                       | Hercules                                         | Àrtemis (veu)                      | 2 episodis |
| 1999                       | Secret of Giving                                 | Rose Cameron                       | Pel·lícula |
| 2001–07                    | Reba                                             | Reba Hart                          | 126 episodis |
| 2010                       | Better amb You                                   | Lorraine Ashley                    | Episodi: Better With Flirting                                                                                         |
| 2011                       | Working Class                                    | Renee                              | Episodi: Sugar Mama                                                                                                   |
| 2012–13                    | Malibu Country                                   | Reba McKenzie                      | 18 episodis |
| 2012                       | Blake Shelton's Not So Family Christmas          | Ella mateixa (intèrpret)           | Especial |
| 2013                       | Kelly Clarkson's Cautionary Christmas Music Tale | Ella mateixa (intèrpret)           | Especial |
| 2015–16                    | Baby Daddy                                       | Charlotte                          | 2 episodis |
| 2015                       | Best Time Ever amb Neil Patrick Harris           | Ella mateixaa (locutora convidada) | Episodi: Reba |
| 2015                       | Disney Parks Christmas Day Parade                | Ella mateixa (intèrpret)           | Especial |
| 2015                       | The Voice                                        | Ella mateixa (assessora)           | Multiples episodis |
| 2016                       | Last Man Standing                                | Billie Cassidy                     | Episodi: Outdoor Woman                                                                                                |
| 2016                       | America's Got Talent                             | Ella mateixa (jutge)               | Episodi: Judge Cuts 2                                                                                                 |
| 2018                       | Red Blooded                                      | Ruby Adair                         | Paper principal; pilot no estrenat                                                                                    |
| 2020, 2021                 | Young Sheldon                                    | June                               | Episodi: A Boyfriend's Ex-Girlfriend and a Good Luck Head Rub                                                         |
| 2021                       | Christmas in Tune                                | TBA                                | Pel·lícula Hallmark Christmas                                                                                         |
| TBA                        | Fried Green Tomatoes                             | Idgie Threadgoode                  | Paper principal; pilot                                                                                                |

| Any  | Títol                                        | Paper          | Notes |
| ---- | -------------------------------------------- | -------------- | ----- |
| 2001 | Annie Get Your Gun                           | Annie Oakley   |       |
| 2006 | South Pacific: In Concert from Carnegie Hall | Nellie Forbush |       |

## Guardons
Nominacions
- 1995: Grammy al millor àlbum de country